# Fronteira Bósnia e Herzegovina–Montenegro
A fronteira entre Bósnia e Herzegovina e Montenegro é uma linha sinuosa de 225 km de extensão, no sentido nordeste-sudoeste, ao norte de Montenegro, separando o país da Bósnia e Herzegovina. A fronteira separa as províncias Montenegrinas de Pljevlja, Plusine, Niksic, Kotor e Herceg Novi da República Sérvia da Bósnia e Herzegovina. Na fronteira fica o monte Maglić.
Seu extremo norte é a tríplice fronteira dos dois países com a Sérvia. Daí, a fronteira segue para o sudoeste até à tríplice fronteira Bósnia e Herzegovina-Montenegro-Croácia (no Condado Raguso-Narentano, onde fica Dubrovnik), quase no litoral do Mar Adriático. Parte da fronteira é definida pelo rio Tara.
Essa fronteira da Bósnia, hoje individualizada com Montenegro, data da independência de Montenegro (2006) da Sérvia. Antes disso era parte de uma longa fronteira da Bósnia com Sérvia e Montenegro, antes Iugoslávia. A fronteira não era internacional antes da dissolução da Iugoslávia, antes de 1991.